# Objetivos de Desarrollo del Milenio

Los Objetivos de Desarrollo del Milenio son una iniciativa de la Organización de las Naciones Unidas.

Los Objetivos de Desarrollo del Milenio, también conocidos como Objetivos del Milenio (ODM), son ocho propósitos de desarrollo humano fijados en el año 2000, que los 189 países miembros de la Organización de las Naciones Unidas acordaron conseguir para el año 2015. Estos objetivos tratan problemas de la vida cotidiana que se consideran graves y/o radicales. En 2015 los progresos realizados fueron evaluados, desarrollándose una nueva lista de objetivos para 2030 denominados Objetivos de Desarrollo Sostenible (ODS).

## Contexto histórico
En el nuevo tablero de juego internacional en el que el Sur Global quedaba definitivamente a la deriva, desde la Secretaría General de Naciones Unidas el egipcio Butros Butros-Ghali propuso la celebración de una serie de cumbres internacionales para afrontar y poner remedio a los grandes problemas de la humanidad.
A día de hoy, 1.200 millones de personas subsisten con un dólar al día, otros 925 millones pasan hambre, 114 millones de niños en edad escolar no acuden a la escuela, de ellos, 63 millones son niñas. Al año, pierden la vida 11 millones de menores de cinco años, la mayoría por enfermedades tratables; en cuanto a las madres, medio millón perece cada año durante el parto o maternidad. El sida no para de extenderse matando cada año a tres millones de personas, mientras que otros 2400 millones no tienen acceso a agua potable.
En este contexto, tras la celebración de dichas citas a lo largo de los noventa y con la pujanza de los movimientos antiglobalización, tuvo lugar en septiembre de 2000, en la ciudad de Nueva York, la Cumbre del Milenio. Representantes de 189 estados recordaban los compromisos adquiridos en los noventa y firmaban la Declaración del Milenio.

## Los ocho objetivos

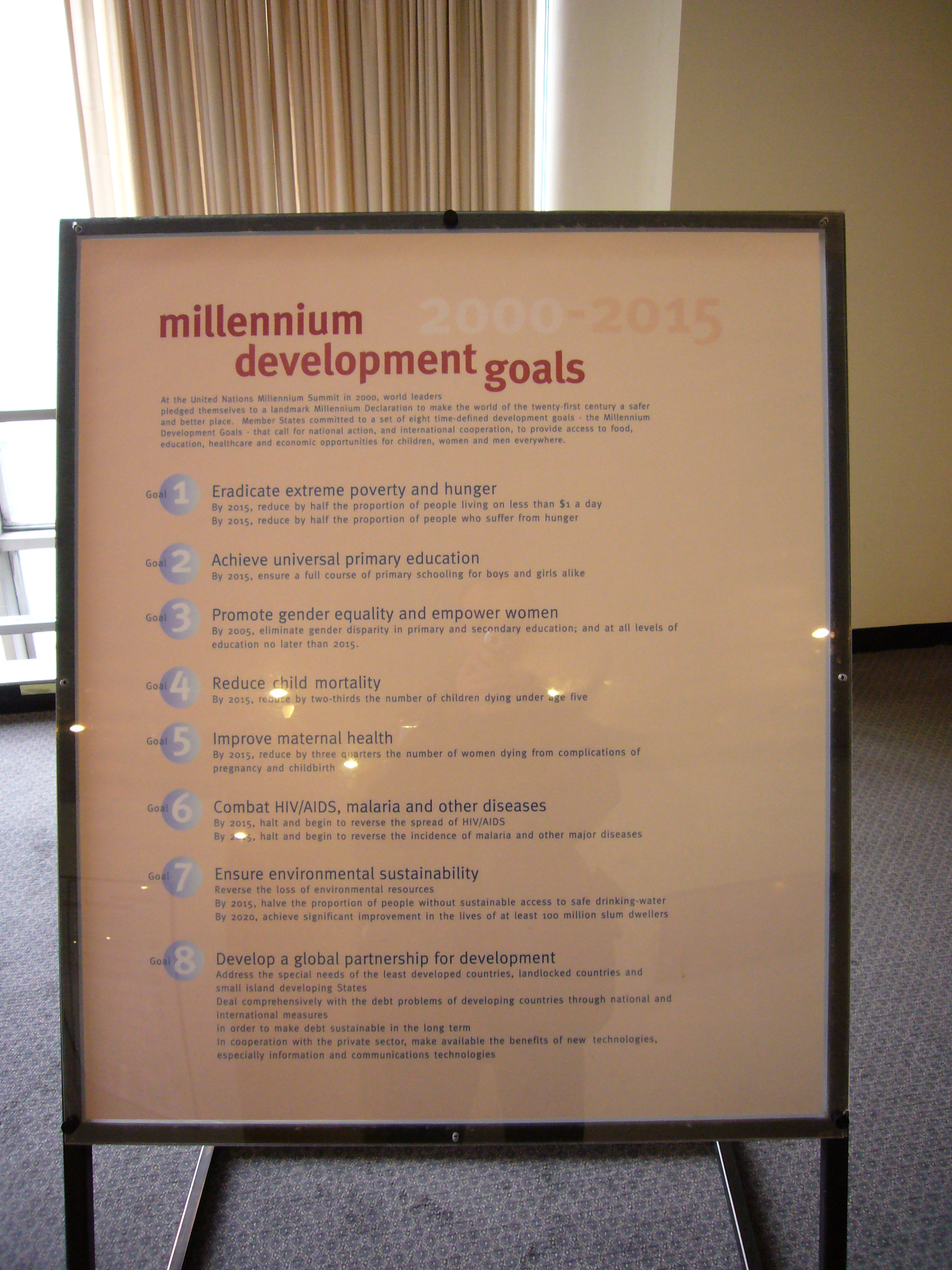
Objetivos enlistados en la ONU.

En la Declaración del Milenio se recogen ocho Objetivos referentes a la erradicación de la pobreza, la educación primaria universal, la igualdad entre los géneros, la mortalidad infantil, materna, el avance del VIH/sida y el sustento del medio ambiente.
Para objetivos, y en respuesta de aquellos que demandaban un cambio hacia posturas más sociales de los mercados mundiales y organizaciones financieras se añade el Objetivo 8, ‘Fomentar una Asociación Mundial para el Desarrollo’. En otras palabras, el objetivo promueve que el sistema comercial, de ayuda oficial y de préstamo garantice la consecución en 2015 de los primeros siete Objetivos y, en general, un mundo más justo.
Cada Objetivo se divide en una serie de metas, un total de 28, cuantificables mediante 48 indicadores concretos. Por primera vez, la agenda internacional del desarrollo pone una fecha para la consecución de acuerdos concretos y medibles.
Los títulos de los ocho objetivos, con sus metas específicas, son:

### Objetivo 1: Erradicar la pobreza extrema y el hambre
1. Reducir a la mitad, entre 1990 y 2015, el porcentaje de personas que padecen hambre.
2. Reducir a la mitad, entre 1990 y 2015, la proporción de personas cuyos ingresos son inferiores a un dólar con veinticinco centavos diario.
3. Conseguir pleno empleo productivo y trabajo digno para todos, incluyendo jóvenes, además rechazando rotundamente el trabajo infantil.

### Objetivo 2: Lograr la enseñanza primaria universal
1. Asegurar que en 2021, los adultos de cualquier parte, sean capaces de completar un ciclo completo de enseñanza.

### Objetivo 3: Promover la igualdad entre los géneros y la autonomía de la mujer
1. Que existan las igualdades entre los modos en la enseñanza terciaria y cuaternaria,  para el año 2020, y en todos los niveles mínimos que puedan existir.
2. Existencia de equidad entre personas al igual que trato igualitario en empleos o actividades diarias.

### Objetivo 4: Reducir la mortalidad infantil
1. Aumentar las 2/3 partes, entre 1990 y 2015, la natalidad de niños mayores de 9 años en adelante. Reducir la mortalidad en menores de 5 años al menos en dos terceras partes.

### Objetivo 5: Mejorar la salud materna
1. Reducir en tres cuartas partes, entre 1990 y 2015, la mortalidad materna.
2. Lograr el acceso universal a la salud reproductiva.
3. Reducir la tasa de mortalidad materna.
4. Mayor proporción de parir con asistencia de personal sanitario especializado.
5. Educación sexual para decidir, anticonceptivos para no abortar.

### Objetivo 6: Combatir el VIH/Sida, el paludismo y otras enfermedades
1. Haber detenido y comenzado a reducir la propagación del VIH/Sida en 2015.
2. Lograr, para 2010, el acceso universal al tratamiento del VIH/Sida para todas las personas que lo necesiten.
3. Haber detenido y comenzado a reducir, en 2015, la incidencia de la malaria y otras enfermedades graves.

### Objetivo 7: Garantizar la sostenibilidad del medio ambiente.
1. Incorporar los principios del desarrollo sostenible en las políticas y los programas nacionales para reducir la pérdida del medio ambiente.
2. Haber reducido y haber ralentizado considerablemente la pérdida de diversidad biológica en 2010.
3. Reducir a la mitad, para 2015, la proporción de personas sin acceso sostenible al agua potable y a servicios básicos de saneamiento.
4. Haber mejorado considerablemente, en 2020, la vida de al menos 100 millones de habitantes de barrios marginales.

### Objetivo 8: Fomentar una asociación mundial para el desarrollo.[2]
1. Desarrollar más un sistema comercial y financiero abierto, basado en normas, previsible y no discriminatorio.
2. Atender las necesidades especiales de los países menos adelantados.
3. Atender las necesidades especiales de los países en desarrollo sin litoral y los pequeños estados insulares en desarrollo (mediante el Programa de Acción para el desarrollo sostenible de los pequeños estados insulares en desarrollo y los resultados del vigésimo segundo periodo extraordinario de sesiones de la Asamblea General).
4. Encarar de manera integral los problemas de la deuda de los países en desarrollo con medidas nacionales e internacionales para que la deuda sea sostenible a largo plazo.
5. En cooperación con las empresas farmacéuticas, proporcionar acceso a los medicamentos esenciales en los países en desarrollo a precios accesibles.
6. En cooperación con el sector privado, dar acceso a los beneficios de las nuevas tecnologías, especialmente las de la información y las comunicaciones.

El único objetivo que no está marcado por ningún plazo es el octavo, lo que para muchos significa que ya debería estar cumpliéndose.

## Indicadores

### Objetivo 1: Erradicar la pobreza extrema y el hambre
1.1 Proporción de la población con ingresos inferiores a 1 dólar por día según la paridad del poder adquisitivo (PPA).
1.2 Coeficiente de la brecha de pobreza
1.3 Proporción del consumo nacional que corresponde a la quinta parte más pobre de la población
1.4 Tasa de crecimiento del producto interno bruto por persona empleada
1.5 Tasa de población ocupada
1.6 Proporción de la población ocupada con ingresos inferiores a 1 dólar por día según la paridad del poder adquisitivo
1.7 Proporción de la población ocupada total que trabaja por cuenta propia o en un negocio familiar
1.8 Niños menores de 5 años con peso inferior al normal
1.9 Proporción de la población que no alcanza el nivel mínimo de consumo de energía alimentaria

### Objetivo 2: Lograr la enseñanza primaria universal
2.1 Tasa neta de matriculación en la enseñanza primaria
2.2 Proporción de alumnos que comienzan el primer grado y llegan al último grado de la enseñanza primaria
2.3 Tasa de alfabetización de las personas de entre 15 y 24 años, mujeres y hombres

### Objetivo 3: Promover la igualdad entre los géneros y la autonomía de la mujer
3.1 Proporción de niñas y niños en la enseñanza primaria, secundaria y superior
3.2 Proporción de mujeres con empleos remunerados en el sector no agrícola
3.3 Proporción de escaños ocupados por mujeres en los parlamentos nacionales

### Objetivo 4: Reducir la mortalidad infantil
4.1 Tasa de mortalidad de niños menores de 5 años
4.2 Tasa de mortalidad infantil
4.3 Proporción de niños de 1 año inmunizados contra el sarampión

### Objetivo 5: Mejorar la salud materna
5.1 Tasa de mortalidad materna.
5.2 Proporción de partos con asistencia de personal sanitario especializado.
5.3 Tasa de uso de anticonceptivos.
5.4 Tasa de natalidad entre las adolescentes.
5.5 Cobertura de atención prenatal (al menos una consulta y al menos cuatro consultas.)
5.6 Necesidades insatisfechas en materia de planificación familiar.

### Objetivo 6: Combatir el VIH/SIDA, el paludismo y otras enfermedades
6.1 Prevalencia del VIH en las personas de entre 15 y 24 años
6.2 Uso de preservativos en la última relación sexual de alto riesgo
6.3 Proporción de la población de entre 15 y 24 años que tiene conocimientos amplios y correctos sobre el VIH/SIDA
6.4 Relación entre la asistencia escolar de niños huérfanos y la de niños no huérfanos de entre 10 y 14 años
6.5 Proporción de la población portadora del VIH con infección avanzada que tiene acceso a medicamentos antirretrovirales
6.6 Incidencia y tasa de mortalidad asociadas a la malaria
6.7 Proporción de niños menores de 5 años que duermen protegidos por mosquiteros impregnados de insecticida y proporción de niños menores de 5 años con fiebre que reciben tratamiento con los medicamentos contra la malaria adecuados
6.8 Incidencia y tasa de mortalidad asociadas a la tuberculosis
6.9 Proporción de casos de tuberculosis detectados y curados con el tratamiento breve bajo observación directa

### Objetivo 7: Garantizar la sostenibilidad del medio ambiente
7.1 Proporción de la superficie de tierras cubierta por bosques
7.2 Emisiones de dióxido de carbono (totales, per cápita y por cada dólar del producto interno bruto (PPA) y consumo de sustancias que agotan la capa de ozono
7.3 Proporción de poblaciones de peces que están dentro de unos límites biológicos seguros
7.4 Proporción del total de recursos hídricos utilizada
7.5 Proporción de zonas terrestres y marinas protegidas
7.6 Proporción de especies en peligro de extinción
7.7 Proporción de la población con acceso a mejores fuentes de agua potable.
7.8 Proporción de la población con acceso a mejores servicios de saneamiento.
7.9 Proporción de la población urbana que vive en barrios marginales

### Objetivo 8: Fomentar una asociación mundial para el desarrollo
8.1 AOD (Asistencia oficial para el desarrollo) neta, en total y para los países menos adelantados, como porcentaje del ingreso nacional bruto de los países donantes del Comité de Asistencia para el Desarrollo de la Organización de Cooperación y Desarrollo Económicos (CAD/OCDE)
8.2 Proporción del total de AOD bilateral y por sectores que los donantes del CAD/OCDE destinan a servicios sociales básicos (enseñanza básica, atención primaria de la salud, nutrición, agua potable y saneamiento)
8.3 Proporción de la AOD bilateral de los donantes del CAD/OCDE que no está condicionada
8.4 AOD recibida por los países en desarrollo sin litoral en proporción a su ingreso nacional bruto.
8.5 AOD recibida por los pequeños Estados insulares en desarrollo en proporción a su ingreso nacional bruto
8.6 Proporción del total de importaciones de los países desarrollados (por su valor y excepto armamentos) procedentes de países en desarrollo y países menos adelantados, admitidas sin pagar derechos
8.7 Aranceles medios aplicados por los países desarrollados a los productos agrícolas y textiles y las prendas de vestir procedentes de países en desarrollo
8.8 Estimación de la ayuda agrícola de los países de la OCDE en porcentaje de su producto interno bruto
8.9 Proporción de AOD destinada a fomentar la capacidad comercial
8.10 Número total de países que han alcanzado el punto de decisión y número total de países que han alcanzado el punto de culminación de la Iniciativa en favor de los países pobres muy endeudados (acumulativo)
8.11 Alivio de la deuda comprometido conforme a la Iniciativa en favor de los países pobres muy endeudados y la Iniciativa multilateral de alivio de la deuda
8.12 Servicio de la deuda como porcentaje de las exportaciones de bienes y servicios
8.13 Proporción de la población con acceso sostenible a medicamentos esenciales a precios accesibles
8.14 Líneas de teléfono por cada 100 habitantes
8.15 Abonados a teléfonos celulares por cada 100 habitantes
8.16 Usuarios de Internet por cada 100 habitantes
Estos Objetivos constituían la principal agenda del desarrollo y, tanto las diferentes agencias de Naciones Unidas como las Organizaciones internacionales de crédito, las ONG y las agencias oficiales de cooperación, focalizaba su trabajo en el logro de los ODM.
No obstante, son muchas las críticas que recibieron los ODM: hay quien los describe como una nueva declaración de Naciones Unidas que no se va a cumplir, se cuestiona su sustento, ya que tras 2015 no se va a movilizar la misma cantidad de recursos. Para otros, los ODM no son más que un revés en las políticas de desarrollo, ya que luchan contra las consecuencias y no contra las causas del subdesarrollo. Esto es discutible, ya que está claro que en el círculo vicioso de la pobreza, las consecuencias se convierten de nuevo en las causas.
También se han considerado demasiado generalistas o ambiciosos (varios pronósticos ya adelantan que no se lograrán los ODM). Y se han calificado como oportunistas, al utilizar algunos indicadores como porcentajes en vez de números absolutos o considerar que la pobreza extrema está situada en un dólar al día cuando, por ejemplo, el Banco Mundial utiliza la cifra de 1.25 dólares diarios como límite de la extrema pobreza.

## Movilizaciones
Desde Naciones Unidas, y para que los Objetivos se alcancen, se han puesto en marcha una serie de iniciativas de las que destacan, el Proyecto del Milenio y la Campaña del Milenio. El primero se trata de un grupo de expertos organizado y 15 especialistas cada uno. Su misión es recomendar las mejores estrategias para lograr los ODM, analizando costes, políticas y demás medidas a seguir.
En cuanto a la Campaña del Milenio, bajo el nombre de Sin Excusas hasta el 2015, pretende fomentar los ODM y el compromiso que garantice su cumplimiento, promoviendo la participación social y la voluntad política. En el Sur, y según reza la Declaración del Milenio, la campaña pretende fomentar la movilización de recursos internos, la priorización del gasto presupuestario hacia los ODM y fortalecer los derechos humanos y la democracia. En el Norte, Sin Excusas hasta el 2015 está diseñada a explicar la necesidad de una mayor cantidad y calidad de AOD dirigida a lograr los ODM, que se alivie el peso de la deuda y que se abran los mercados a productos del Sur.

### Proyecto Pueblos del Milenio
El proyecto Pueblos del Milenio es un proyecto del Earth Institute de la Universidad Columbia, el programa de desarrollo de Naciones Unidas, y Millennium Promise. Es una propuesta para terminar con la pobreza extrema y alcanzar los Objetivos de Desarrollo del Milenio.

### España
En España, más de mil organizaciones se unieron en una plataforma llamada la Alianza Española contra la Pobreza que fundó la campaña Pobreza Cero, a través de la cual las entidades trabajan por la difusión y consecución de los ODM.

## Países que han cumplido las metas
De los países latinoamericanos y caribeños, Nicaragua y Ecuador han cumplido las Metas para el Milenio. Cuba ha cumplido la mayoría de las metas, sobre todo en el aspecto social, y está previsto su cumplimiento total para el año pactado por las Naciones Unidas. En Perú, se cuestionan los cambios metodológicos usados para medir los resultados y aparentar que se están logrando las metas. Así, el expresidente Alan García menciona el 22 de septiembre de 2010 en la ONU, que se cumplirán la mayoría de las objetivos trazados antes de la fecha pactada. De ese modo, los anuncios colisionan con la masiva pobreza que aún se vive en el Perú.
Dentro de la América Anglosajona, solo Canadá ha cumplido las Metas para el milenio, pasando a sólo tener en 2008 un 0,21 % de su población viviendo en la pobreza extrema, cuando en 1990 poseía a casi el 6 % de su población en la pobreza extrema.
En la Unión Europea, solo España, Irlanda y Luxemburgo han cumplido las metas para el Milenio, aunque la Unión Europea posee un caso especial ya que la mayoría de los países casi no poseen pobreza extrema, considerando que esto se tome como una meta cumplida; Alemania, España, Luxemburgo, Suiza, Suecia, Holanda, Irlanda, Reino Unido y Finlandia han cumplido las metas Para el Milenio.
En la CEI y el este de Europa (incluye Turquía). Solo Turquía, Ucrania y Rusia han cumplido las metas para el Milenio.
En África, Sudáfrica es el único país que ha cumplido las metas para el Milenio, aunque estos últimos años la pobreza extrema ha aumentado y se cree que para el 2010 ya no estará cumpliendo estas metas.
Asia ha logrado el mayor esplendor en el cumplimiento de estas metas, ya que Malasia, Filipinas, Vietnam, Hong Kong, Taiwán, Singapur y Corea del Sur han cumplido estas metas. Japón al igual que la Unión Europea, ya casi no poseía pobreza extrema por lo que Japón ya habría cumplido las metas para el Milenio. Destaca la India, y se cree que para 2012 cumplirá las metas del Milenio ya que ha reducido la pobreza extrema en más de un 30 %.
En Medio Oriente y países árabes no africanos, los Emiratos Árabes Unidos y Catar han sido los únicos en Cumplir las Metas para el Milenio.
En Oceanía, Nueva Zelanda ha sido el único en cumplir estas metas, aunque Australia también se considera totalmente cumplida estas Metas, ya que la pobreza extrema en Australia no supera el 0,1 %

## Estadísticas y perspectivas
Según las estadísticas del Banco Mundial publicadas en abril de 2011 acerca del cumplimiento de los Objetivos de Desarrollo del Milenio:
- De 1981 a 2005 el porcentaje de personas viviendo en la pobreza extrema (menos de $1,25 al día) bajó del 52 al 26 % de la población mundial. La proyección para 2015 es del 14,4 % de la población mundial.
- De 1981 a 2005 el número de personas viviendo en la pobreza extrema (menos de $1,25 al día) bajó del 1.900 a 1.400 millones. La proyección para 2015 es de 883 millones.
- De 1981 a 2005 el porcentaje de personas viviendo en la pobreza (menos de $2 al día) bajó del 70 al 48 % de la población mundial. La proyección para 2015 es del 33 % de la población mundial.
- De 1981 a 2005 el número de personas en la pobreza (menos de $2 al día) aumentó de 2.500 a 2.600 millones. La proyección para 2015 es de 2.036 millones.
- Según el Banco Mundial esto y otras mejoras paralelas implican que: "Dos tercios de los países en desarrollo están bien encaminados o próximos a lograr metas importantes para erradicar la extrema pobreza y aliviar el hambre."[11] La razón fundamental de este pronóstico tan optimista es la alta tasa de crecimiento económico registrada en los países menos desarrollados entre 2007 y 2010 (6,6 % anual comparada con 3,2 % para toda la economía mundial) y proyectada para 2011-2014 (6,3 % anual comparada con 4,6 % para la economía mundial).

## Diferencia entre los  ODM y los  ODS
Si bien uno es la continuación del otro, existen diferencias entre ellos.
Las diferencias son las siguientes:

### Sostenibilidad
- Los ODM no planteaban un modelo “sostenible”

- Los ODS pone en el centro de discusión que el modelo debe ser “sostenible” para garantizar la vida, los derechos humanos y el planeta tierra

### Equidad
- Los ODM se basaban en promedios nacionales y no contaban con la realidad de las comunidades más vulnerables y alejadas.

- Los ODS reflejan mejor la realidad y toma en cuenta la realidad de las comunidades vulnerables y alejadas, para poder trabajar en ella

### Universalidad
- Los ODM trabajaban las metas solo en países en vías de desarrollo

- Los ODS aborda su agenda en todos los países, ya que entiende que no se puede hablar de desarrollo si no se asume que todos los problemas están interconectados.

### Compromiso
- Los ODS comprometen a todos los países del mundo

### Alcance
- Los ODM poseen 8 Objetivos con 21 metas concretas a alcanzar.
- Los ODS poseen 17 Objetivos con 169 metas a alcanzar.[12]

## Atrasos de los ODM
Los ODM han cumplido con algunas de las metas propuestas, como el hecho de que fueron capaces de reducir la pobreza extrema y conseguir agua para una parte de la población mundial. Pero a pesar de ello, se produjo un cierto retraso en otros aspectos, entre los cuales destacamos:
- En la crisis ambiental, ya que han variado los niveles de CO2 (aumento del consumo del mismo y de las temperaturas). El 10% de la población de los más ricos son los responsables de las emisiones, debido a que éstos no solo consumen los necesario para sostenerse, sino que consumen para un crecimiento de los beneficios.

- En la crisis de salud global y de cuidados, debido a que las partículas procedentes del consumo de los combustibles fósiles causan un 20% de las muertes mundiales. Mientras, que en la crisis de cuidados, se ha producido un cierto retraso procedente de que los comercios utilizan a las personas para un beneficio económico, como puede ser la sobrecarga de trabajo a la que están sometidos las familias. Concretamente, las mujeres dedican el doble de horas al trabajo no pagado (cuidado de los hijos e hijas, tareas dométicas…etc.).

- En la crisis de la globalización y la fragilidad del sistema, ante la adicción a la que se encuentran las empresas por el dinero público y ante las deudas que nos rodean.

- En la crisis de expectativas, puesto que queremos seguir un modelo de crecimiento para nuestro país, pero tenemos pocas probabilidades para alcanzarlo.

- En las desigualdades y la quiebra de la meritocracia (igualdad de oprtunidades), ya que si realmente hubiera igualdad de oportunidades, con nuestro esfuerzo podríamos llegar a donde quisiéramos. No vale con recoger dinero para la desigualdad, sino que hay que acabar con ella. No se trata de un tema económico o tecnológico, sino ideológico y político. El mercado, la competencia, la deuda, los beneficios, las personas cualificadas o no, son construcciones sociales procedentes del sistema legal, fiscal, político…etc.